# Victrix lichenodes
Victrix lichenodes là một loài bướm đêm trong họ Noctuidae.